# Jenikale fyr
Jenikale fyr (ukrainska: Єнікальський маяк) är en fyr på Krimhalvöns östligaste punkt vid Kertjsundet. Fyren står högt upp på en udde och har fått sitt namn efter fästningen i Jenikale.
Den första fyren på platsen byggdes 1820 för att säkra fartygstrafiken från Azovska sjön till Svarta havet genom Kertjsundet. Den var försedd med en oljelampa som ersattes av en fotogenlampa när fyren försågs med fresnellins år 1861.

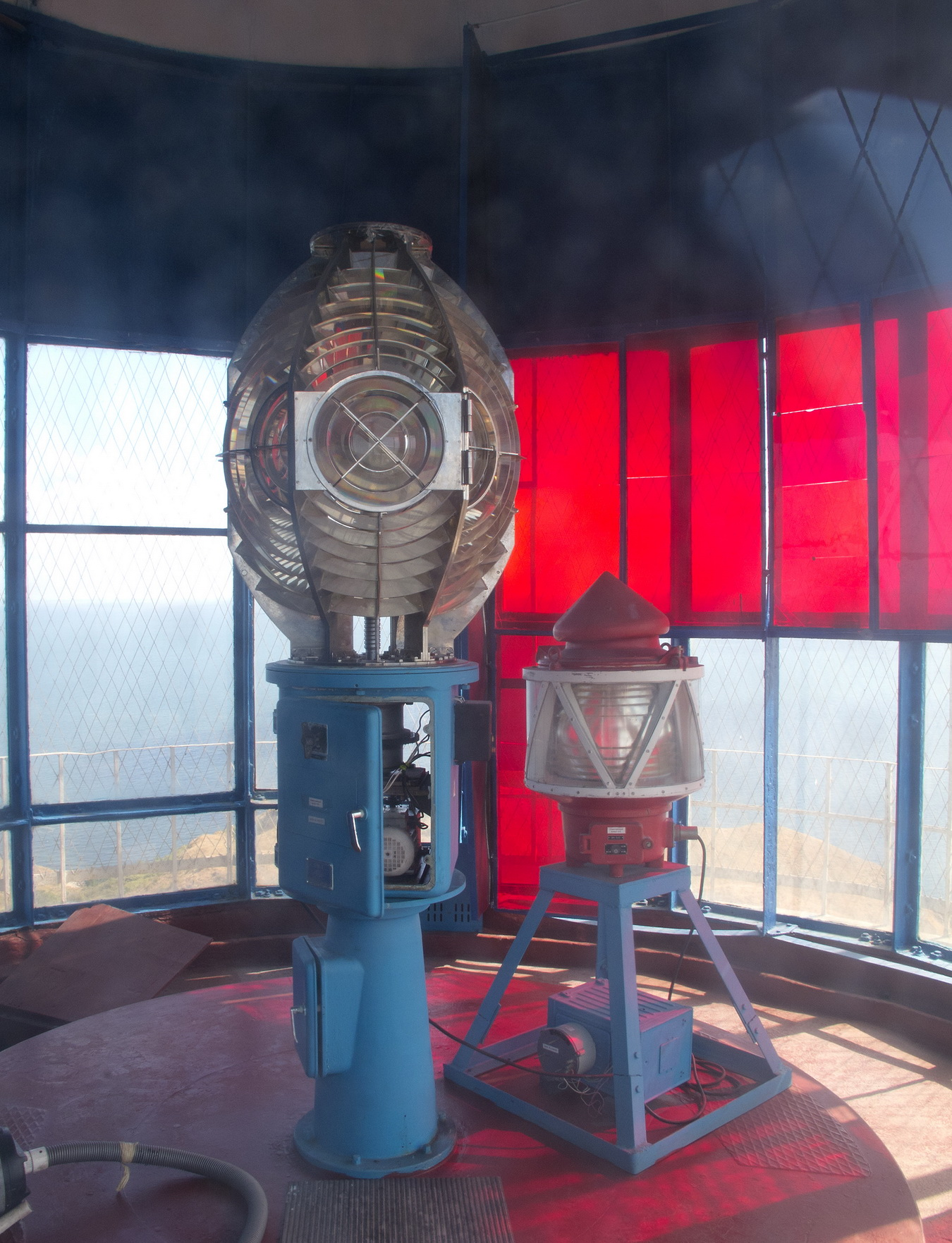
Fyrapparaten, 2011.

Under andra världskriget flyttades fyrapparaten i säkerhet på Tamanhalvön innan själva fyren förstördes av tyskarna. År 1943 installerades en provisorisk fyrlykta i ruinerna. Efter befrielsen av Kertj 1944 byggde man en träställning på platsen och fyrapparaten flyttades dit. Träställningen ersattes 1953 med en murad fyr med modern eldriven utrustning och en fyrvaktarbostad.
Fyren är inte öppen för besökare.